# Relations entre le Japon et le Royaume-Uni
L'histoire des relations entre le Japon et le Royaume-Uni commence en 1600 avec l'arrivée de William Adams (« Adams le pilote », Miura Anjin) à Usuki dans l'actuelle préfecture d'Ōita sur l'île de Kyūshū. Durant la période isolationniste du Japon (1641–1853), il n'y eut plus aucune relation entre les deux pays. Elles reprirent avec le traité de 1854 et, malgré l'épisode de la Seconde Guerre mondiale, restèrent très fortes jusqu'à aujourd'hui. Le 3 mai 2011, le secrétaire britannique des Affaires étrangères William Hague déclare que « le Japon est sans aucun doute notre plus proche partenaire en Asie ».

## Chronologie des relations
- 1587 : Deux jeunes Japonais appelés Christopher et Cosmas (noms de baptême chrétiens) naviguent sur un galion espagnol jusqu'à la Californie où leur embarcation est capturée par Thomas Cavendish. Celui-ci ramène les deux Japonais avec lui en Angleterre où ils restent environ trois ans avant de l'accompagner pour sa dernière expédition dans l'Atlantique sud. Ils sont les premiers Japonais connus à avoir posé le pied en Angleterre.

William Adams (1564–1620).

- 1600 : William Adams, marin originaire de Gillingham dans le Kent, est le premier Anglais à débarquer au Japon. Travaillant comme conseiller pour le shogun Tokugawa, il est renommé Miura Anjin, obtient une maison et une terre, devient samouraï et passe le reste de sa vie dans son pays d'adoption.
- 1605 : John Davis, célèbre explorateur anglais, est tué par des pirates japonais au large des côtes de Thaïlande, devenant ainsi le premier Anglais assassiné par un Japonais[1].

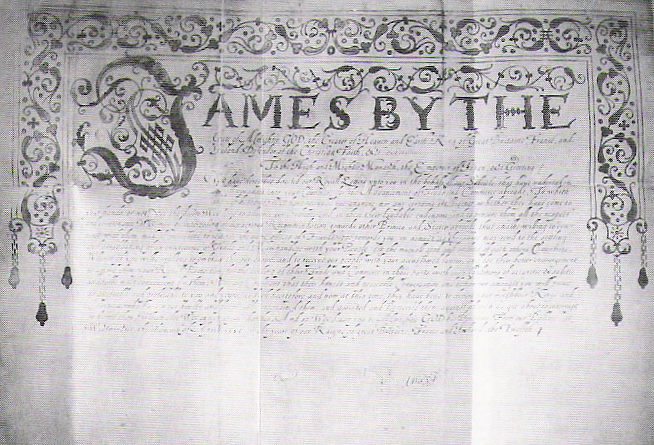
Lettre de 1613 du roi Jacques Ier adressée à Tokugawa Ieyasu (conservée dans les archives de l'université de Tokyo).

- 1613 : Sur l'invitation de William Adams, le capitaine anglais John Saris débarque à Hirado avec son navire Clove (« clou de girofle » en anglais) dans le but d'établir un comptoir commercial. Adams et Saris se rendent ensemble à Shizuoka où ils rencontrent Tokugawa Ieyasu dans sa résidence principale en septembre avant de se diriger vers Edo où ils rencontrent son fils Tokugawa Hidetada. Durant cette rencontre, Hidetada offre à Saris deux armures japonaises laquées pour le roi Jacques Ier, aujourd'hui conservées dans la tour de Londres[2]. Pendant le retour, ils rendent visite à Tokugawa une nouvelle fois, qui confère alors des privilèges commerciaux à l'Angleterre avec les sceaux vermillon comme « licence libre pour acheter, vendre et faire du troc » au Japon[3]. L'Anglais fonde un comptoir à Hirado le 9 octobre 1613. Cependant, en dix ans d'activité, seuls trois navires anglais font le trajet direct de Londres au Japon, sans compter le Clove.
- 1623 : Massacre d'Amboyna (nl). Après l'incident, les Anglais ferment leur base commerciale de Hirado sans en aviser le Japon. Après cela, les relations prennent fin pendant deux siècles.
- 1639 : Tokugawa Iemitsu inaugure sa politique isolationniste (Sakoku). Seuls les Néerlandais conservent des droits commerciaux limités.
- 1673 : Le navire anglais Returner accoste au port de Nagasaki et demande la réouverture des relations commerciales ce que le shogunat d'Edo refuse. Le gouvernement blâme l'Angleterre pour le retrait de la base commerciale il y a 50 ans et trouve inacceptable que Charles II d'Angleterre épouse Catherine de Bragance, originaire du Portugal, et favorise l'église catholique.
- 1808 : Le HMS Phaeton attaque des navires de commerce néerlandais dans le port de Nagasaki.
- 1832 : Yamamoto Otokichi, Kyukichi et Iwakichi, naufragés originaires de la préfecture d'Aichi, traversent le Pacifique avant de s'échouer sur la côte occidentale de l'Amérique du Nord. Les trois hommes deviennent célèbres dans la zone du nord-ouest et inspirent peut-être Ranald MacDonald de se rendre au Japon. Ils rejoignent un bateau de commerce en direction du Royaume-Uni puis de Macao. L'un d'entre eux, Otokichi, obtient la citoyenneté britannique et adopte le nom de John Matthew Ottoson. Il fait plus tard deux visites au Japon comme interprète pour la marine britannique.
- 1854 : 14 octobre. Le premier traité d'amitié anglo-japonais est signé entre l'amiral James Stirling et les représentants du shogunat Tokugawa.
- 1855 : Dans le but de trouver la flotte russe durant la guerre de Crimée, une force navale franco-britannique accoste au port de Hakodate, ouvert aux navires britanniques par le traité de 1854, puis navigue vers le nord en capturant les possessions de la compagnie russe d'Amérique sur l'île d'Ouroup dans l'archipel des Kouriles. Le traité de Paris de 1856 restitue l'île à la Russie[4].
- 1858 : 26 octobre. Le traité d'amitié et de commerce anglo-japonais est signé entre l'Écossais James Bruce et les représentants du shogunat Tokugawa, après la signature du traité Harris.
- 1861 : 5 juillet. La légation britannique d'Edo est attaquée.

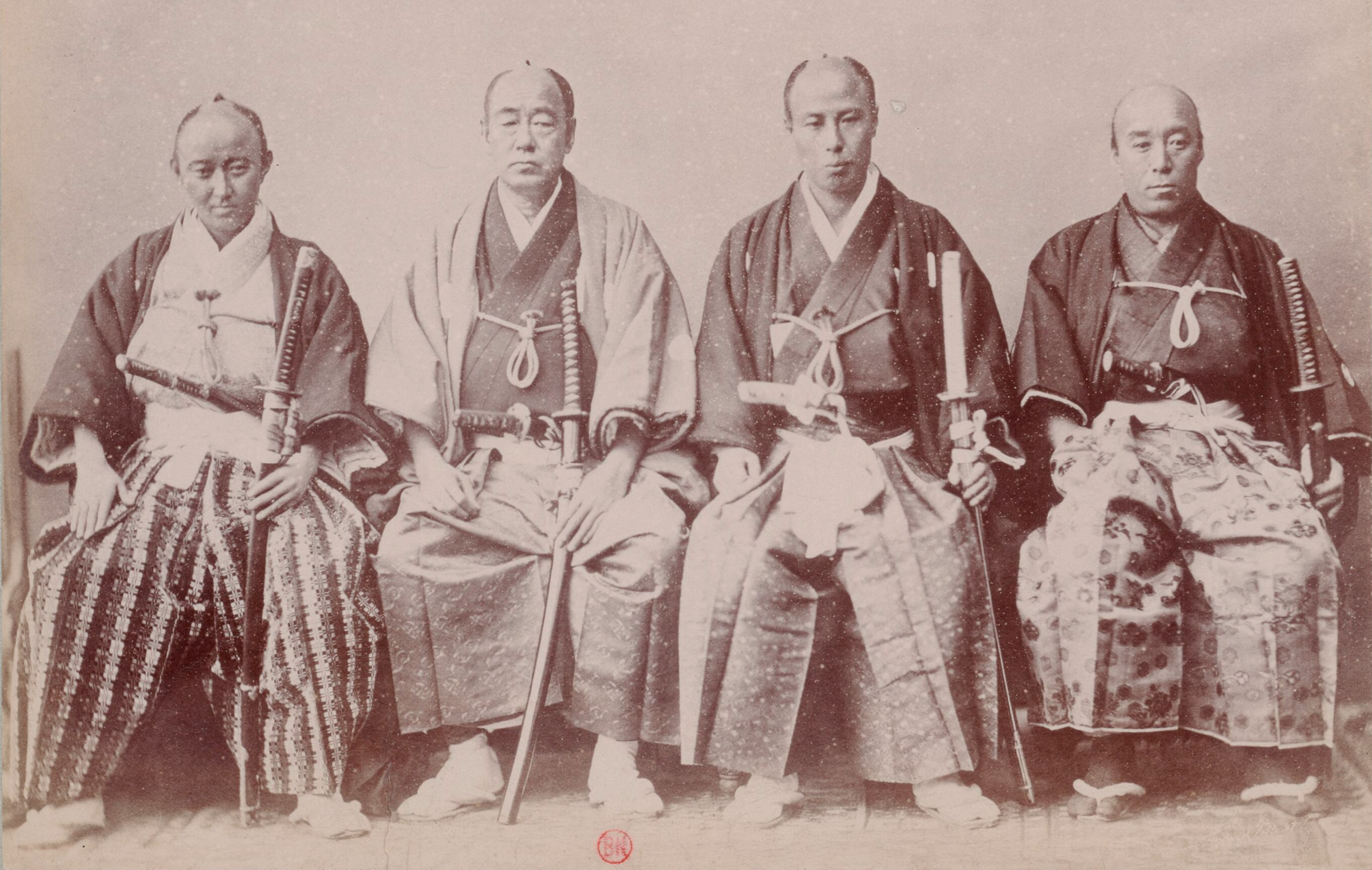
Première ambassade japonaise en Europe (1862).

- 1862 : Le shogun envoie la Première ambassade japonaise en Europe (1862), dirigée par Takenouchi Yasunori.
- 1862 : 14 septembre. L'incident de Namamugi se déroule dans la semaine de l'arrivée d'Ernest Mason Satow au Japon.
- 1863 : Bombardement de Kagoshima par la marine britannique
 Les cinq de Chōshū se rendent secrètement en Angleterre.
- 1864 : Bombardement de Shimonoseki par le Royaume-Uni, la France, les Pays-Bas et les États-Unis.
- 1867 : L'affaire Icarus, incident provoqué par le meurtre de deux marins britanniques à Nagasaki, mène à une hausse des tensions entre le Royaume-Uni et le shogunat Tokugawa.
- 1872 : La mission Iwakura visite le Royaume-Uni lors d'une tournée de diplomatie et d'étude aux États-Unis et en Europe.
- 1873 : L'école impériale d'ingénieurs du Japon est fondée avec Henry Dyer pour directeur.

Village japonais à Knightsbridge, 1886

- 1885–87 : Exposition japonaise dans le quartier de Knightsbridge à Londres[5].
- 1891 : La société japonaise du Royaume-Uni est fondée par Arthur Diosy.
- 1894 : Le traité de commerce et de navigation anglo-japonais est signé à Londres le 16 juillet. Le traité abolit l'extraterritorialité au Japon pour les sujets britanniques avec effet à partir du 17 juillet 1899.
- 1896 : L'écrivain nord-irlandais Lafcadio Hearn (Koizumi Yakumo) devient citoyen japonais.
- 1902 : L'alliance anglo-japonaise est signée à Londres le 30 janvier.
- 1905 : L'alliance anglo-japonaise est renouvelée et élargie.
- 1908 : La société anglo-japonaise (en) est fondée afin de promouvoir la compréhension culturelle et sociale.
- 1911 : L'alliance anglo-japonaise est renouvelée.
- 1913 : Le navire japonais Kongō, le dernier navire de guerre construit au Royaume-Uni pour la marine japonaise, entre en service.
- 1914 : Le Japon entre dans la Première Guerre mondiale comme allié du Royaume-Uni selon les termes de l'alliance et capture le comptoir allemand de Tsingtao (Qingdao) en Chine.
- 1921 : Le prince héritier Hirohito visite le Royaume-Uni et d'autres pays européens, via Singapour. C'est la première fois qu'un prince héritier japonais se rend à l'étranger.
- 1921 : Arrivée en septembre de la mission Sempill (en) au Japon, une mission technique britannique pour développer les forces aéronavales japonaises.
- 1923 : L'alliance anglo-japonaise est officiellement abolie le 17 août après des pressions américaines et d'autres facteurs.
- 1939 : L'incident de Tientsin provoque presque une guerre entre le Royaume-Uni et le Japon lorsque les Japonais établissent un blocus autour du comptoir britannique de Tientsin en Chine.
- 1941 : 8 décembre. L'invasion japonaise de la Malaisie est l'un des déclencheurs de la guerre du Pacifique.
- 1941–1945 : Durant la Seconde Guerre mondiale, le Japon combat l'empire britannique et capture les colonies britanniques de Malaisie, Birmanie, Hong Kong et Singapour. Beaucoup de prisonniers de guerre britanniques meurent en captivité.
- 1945 : 2 septembre. L'amiral Bruce Fraser fait partie des commandants alliés lors de la signature des actes de capitulation du Japon à bord du USS Missouri dans la baie de Tokyo.
- 1951 : Traité de San Francisco – traité de paix normalisant les relations anglo-japonaises. Une des conditions du traité est l'acceptation par le Japon des jugements du tribunal militaire international pour l'Extrême-Orient (Article 11).
- 1963 : L'université d'Oxford définit la langue japonaise comme sujet d'étude de son institut oriental (en) (la sous-faculté des études d'extrême-orient).
- 1966 : Les Beatles se produisent au Nippon Budokan à Tokyo devant un public enthousiaste. Le concert symbolise la bonne volonté croissante dans les relations anglo-japonaises.
- 1971 : L'empereur Hirohito effectue une visite d'État au Royaume-Uni après un intervalle de 50 ans[6].
- 1975 : La reine Élisabeth II effectue une visite d'État au Japon[7].
- 1978 : Début du programme britannique d'échange de professeurs préconisé par Nicholas MacLean[8].
- 1983 : Naruhito (actuel prince héritier du japon) étudie au Merton College jusqu'en 1985 et fait des recherches sur les transports de la Tamise.
- 1986 : Nissan installe une usine à Sunderland.
- 1986 : Charles de Galles effectue une visite au Japon avec sa femme, Diana.
- 1987 : Le programme japonais d'échange de professeurs (en) commence lorsque son homologue britannique et la bourse d'études Fulbright fusionnent.
- 1988 : La fondation anglo-japonaise Daiwa (en) est fondée.
- 1990 : L'association des anciens du programme japonais d'échange de professeurs est fondée.
- 1991 : Le premier tournoi de sumo hors du Japon a lieu au Royal Albert Hall de Londres[9].
- 1998 : L'empereur Akihito effectue une visite d'État au Royaume-Uni[6],[10].
- 2001 : L'année « Japon 2001 » mène à une série d'évènements culturels, éducatifs et sportifs japonais dans tout le Royaume-Uni.
- 2007 : L'empereur Akihito effectue une seconde visite d'État au Royaume-Uni.
- 2008. Célébration du 150e anniversaire du traité d'amitié et de commerce anglo-japonais[11].
- 2011 : Le Royaume-Uni envoie des équipes cynophiles de secours et des marchandises pour aider les Japonais sinistrés par le séisme et tsunami de 2011.
- 2012 : Une délégation commerciale britannique au Japon, dirigée par le premier ministre David Cameron, annonce la signature d'un accord pour développer conjointement des systèmes d'armement.

## Britanniques au Japon
- William Adams (Miura Anjin)
- Rutherford Alcock, diplomate
- William George Aston, consul et japonologue
- William Edward Ayrton, professeur de physique et de télégraphie
- Thomas Baty, conseiller juridique.
- Felice Beato – photographe
- Isabella Bird – écrivaine
- John Reddie Black (en), éditeur de journaux
- Duncan Gordon Boyes – récipiendaire de la croix de Victoria à Shimonoseki en 1864
- Richard Henry Brunton, père des phares japonais
- Basil Hall Chamberlain, professeur et japonologue
- Edward Bramwell Clarke, professeur qui aida à participa le rugby au Japon
- Samuel Cocking – marchand basé à Yokohama
- Josiah Conder, architecte
- Hugh Cortazzi (en), universitaire et ancien ambassadeur
- James Main Dixon (en) (1856–1933). Après avoir enseigné à l'université impériale de Tokyo, il se rendit à l'université de Californie du Sud.
- Archibald Douglas, meneur d'une mission navale au Japon au début des années 1870
- Henry Dyer, premier directeur de l'école impériale d'ingénieurs du Japon (Kobu Daigakko)
- James Bruce (8e comte d'Elgin), signa le traité de 1858
- James Alfred Ewing, Professeur
- Hugh Fraser, ministre britannique de 1889 à 94
- Thomas Blake Glover, marchand écossais
- Abel Gower, consul
- William Gowland, 1842–1922, père de l'archéologie japonaise
- Thomas Lomar Gray, professeur d'ingéniérie
- Arthur Hasketh Groom (en), créateur du premier terrain de golf du Japon
- John Harington Gubbins (en), diplomate
- Joseph Henry Longford (en), consul et universitaire
- Claude Maxwell MacDonald, diplomate
- Ranald MacDonald, premier professeur d'anglais au Japon
- John Milne, Professeur et père de la sismologie japonaise
- Algernon Freeman-Mitford, diplomate
- James Murdoch – enseignant, journaliste, historien
- Edward St. John Neale, Lt.-Col, secrétaire de la légation puis Chargé d'Affaires 1862–1863
- Laurence Oliphant – secrétaire de la légation en 1861
- Henry Spencer Palmer – ingénieur et correspondant du Times
- Harry Smith Parkes, diplomate
- David Peace, romancier, la plupart de ses romans se passent dans le Japon d'après-guerre.
- John Perry, collègue d'Ayrton à l'école impériale d'ingénieurs du Japon
- Charles Lennox Richardson – victime de l'incident de Namamugi
- Ernest Mason Satow, diplomate et japonologue
- Alexander Cameron Sim (en) – fondateur de Kobe Regatta & Athletic Club (en), introduit la limonade (ramune) au Japon.
- James Stirling – signa le traité de 1854
- Walter Weston, révérend qui popularisa le terme d'« Alpes japonaises »
- William Willis, médecin
- Charles Wirgman, éditeur de Japan Punch

## Japonais au Royaume-Uni
- Shūzō Aoki – diplomate, signe le traité de 1894 à Londres
- Hayashi Tadasu
- Inagaki Manjirō, diplômé de Cambridge et diplomate
- Kazuo Ishiguro
- Iwakura Tomomi – voir mission Iwakura
- Kikuchi Dairoku, diplômé de Cambridge et politicien
- Mori Arinori
- Natsume Sōseki
- Katsuhiko Oku (en) – joueur de rugby à l'université d'Oxford, diplomate à l'ambassade japonaise de Londres mort en Iraq en 2003. Promu ambassadeur à titre posthume.
- Kishichiro Okura, entrepreneur
- Hisashi Owada, diplômé de Cambridge, père de la princesse Masako Owada
- Suematsu Kenchō, diplômé de Cambridge et homme d'état
- Tanaka Ginnosuke, diplômé de Cambridge, introduit le rugby au Japon
- Tōgō Heihachirō – le Nelson de l'est
- Yamao Yōzō
- Taka Hirose (en), Bassiste du groupe Feeder
- Naoko Mori, actrice – joue le rôle de Toshiko Sato dans Torchwood et 'Doctor Who
- Yūki Amami, actrice - a étudié en Angleterre
- Minoru Genda - Attaché naval et aviateur lors de l'attaque de Pearl Harbor, en 1940 il voit des Spitfires et des Bf-109 en combat au-dessus de Londres lors de la bataille d'Angleterre

## Liste des envoyés diplomatiques japonais au Royaume-Uni (liste partielle)

### Ministres plénipotentiaires
- Terashima Munenori 1872-1873
- Kagenori Ueno 1874-1879
- Mori Arinori 1880-1884
- Masataka Kawase 1884-1893
- Shūzō Aoki 1894
- Katō Takaaki 1895-1900
- Hayashi Tadasu 1900-1905

### Ambassadeurs
- Hayashi Tadasu 1905-1906
- Komura Jutarō 1906-1908
- Katō Takaaki 2nde fois, 1908–1912
- Katsunosuke Inoue 1913-1916
- Chinda Sutemi 1916-1920
- Hayashi Gonsuke 1920-1925
- Matsui Keishiro 1925-1928
- Tsuneo Matsudaira 1929-1935
- Shigeru Yoshida 1936-1938
- Mamoru Shigemitsu 1938-1941
- Shunichi Matsumoto (en) 1952-1955
- Haruhiko Nishi (en) 1955-1957
- Katsumi Ōno 1958-1964
- Morio Yukawa (en) 1968-1972
- Haruki Mori (en) 1972-?
- Masaki Orita (en) 2001-2004
- Yoshiji Nogami (en) 2004-2008
- Shin Ebihara (en) 2008–2011
- Keiichi Hayashi (en) 2011–aujourd'hui